# Охотск
Охо́тск — посёлок городского типа в Хабаровском крае России, административный и промышленный центр Охотского муниципального округа. Население — 3138 человек (2025). Самый старый населённый пункт Хабаровского края.
Расположен в устье реки Кухтуй, в 1677 км от города Хабаровска, на берегу Охотского моря.
Образует городское поселение Посёлок Охотск как единственный населённый пункт в его составе.
8 сентября 2022 г. Охотску исполнилось 375 лет.

## Этимология
Основан в 1647 году русскими землепроходцами, в 1649 году назван Косой острожек, что близ устья реки Охоты (искажённое эвенк. окат «река»). Позже несколько раз переносился на новые места и назывался Охотский острог, Охотский порт. С 1783 года — город Охотск, с 1949 года — посёлок городского типа Охотск.
В старинной литературе встречается название Охоцк.

## История
Охотск — первый город и одно из старейших русских поселений на Дальнем Востоке. В 1639 году отряд казаков под началом Ивана Юрьевича Москвитина вышел сплавом в устье реки Ульи, впадающей в Охотское (Ламское) море, по факту — на побережье Тихого океана, где и был заложен первый острожек. 23 мая 1647 года казаками под предводительством атамана Семёна Шелковникова после тяжёлого боя с местными племенами было заложено зимовье, на месте которого к 1649 году под руководством Ивана Афанасьева срубили добротный острог. Косой острожек стал первопоселением на месте будущего Охотска, месторасположение которого несколько раз менялось, не вполне соответствуя современному до 1815 года.

### Портовый город

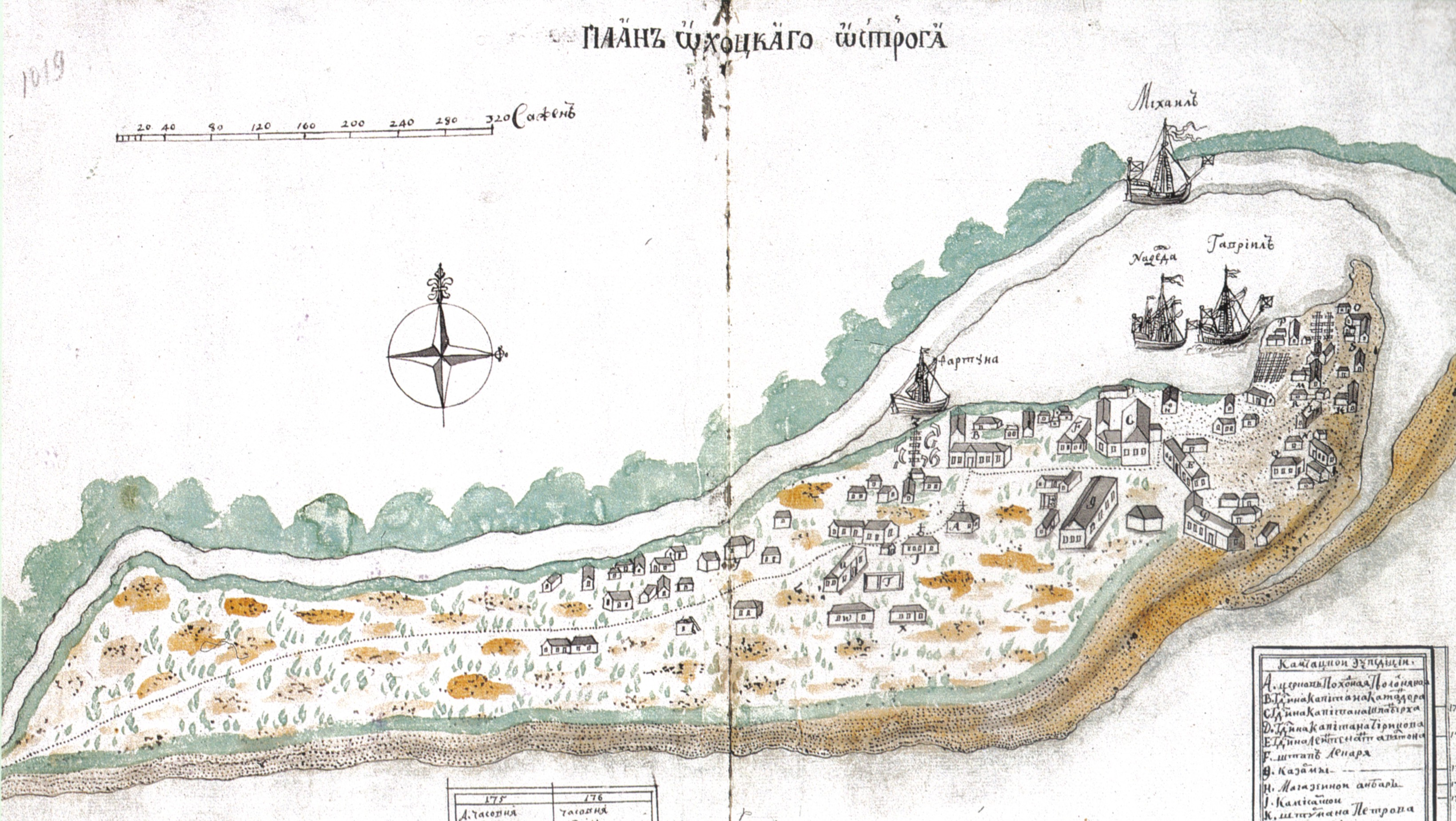
Охотский острог, 1737 год

В 1716 году Кузьма Соколов построил в Охотске первое судно — ладью «Восток», и достиг морским путём Камчатки. 10 мая 1731 года Охотск получил статус портового города. Первым командиром Охотского порта стал Г. Г. Скорняков-Писарев.
С начала XVIII века Охотск был отправной точкой морских экспедиций, исследовавших северную часть Тихого океана и открывших западное побережье Русской Америки. Для охраны открытых русскими землепроходцами и мореплавателями пространств Тихого океана была создана Охотская флотилия. В 1727 году для Первой Камчатской экспедиции Беринга здесь был построен шитик Фортуна.
В 1729 году в нём было: старая часовня, а также ясачная изба, амбар и 12 домов.
В 1731 году было образовано Охотское Приморское управление — особая административно-территориальная единица.
В 1732 году по инициативе Витуса Беринга создана «Охотская навигацкая школа». Ещё в 1730 году Беринг подал «на Высочайшее имя» записку о необходимости «обучения в Охотске и Камчатке молодых казачьих детей для морского пути». Предложения были приняты, и ответом на них стал царский указ «из казацких детей молодых обучать морскому ходу».
В ноябре 1737 года на Охотской верфи корабельный мастер ластовых судов М. Ругачёв и мастер шлюпочного и ботового дела А. И. Кузьмин заложили корабли для морского отряда Витуса Беринга и Алексея Чирикова — пакетботы «Святой Пётр» и «Святой Павел», в честь которых впоследствии был назван город Петропавловск-Камчатский.

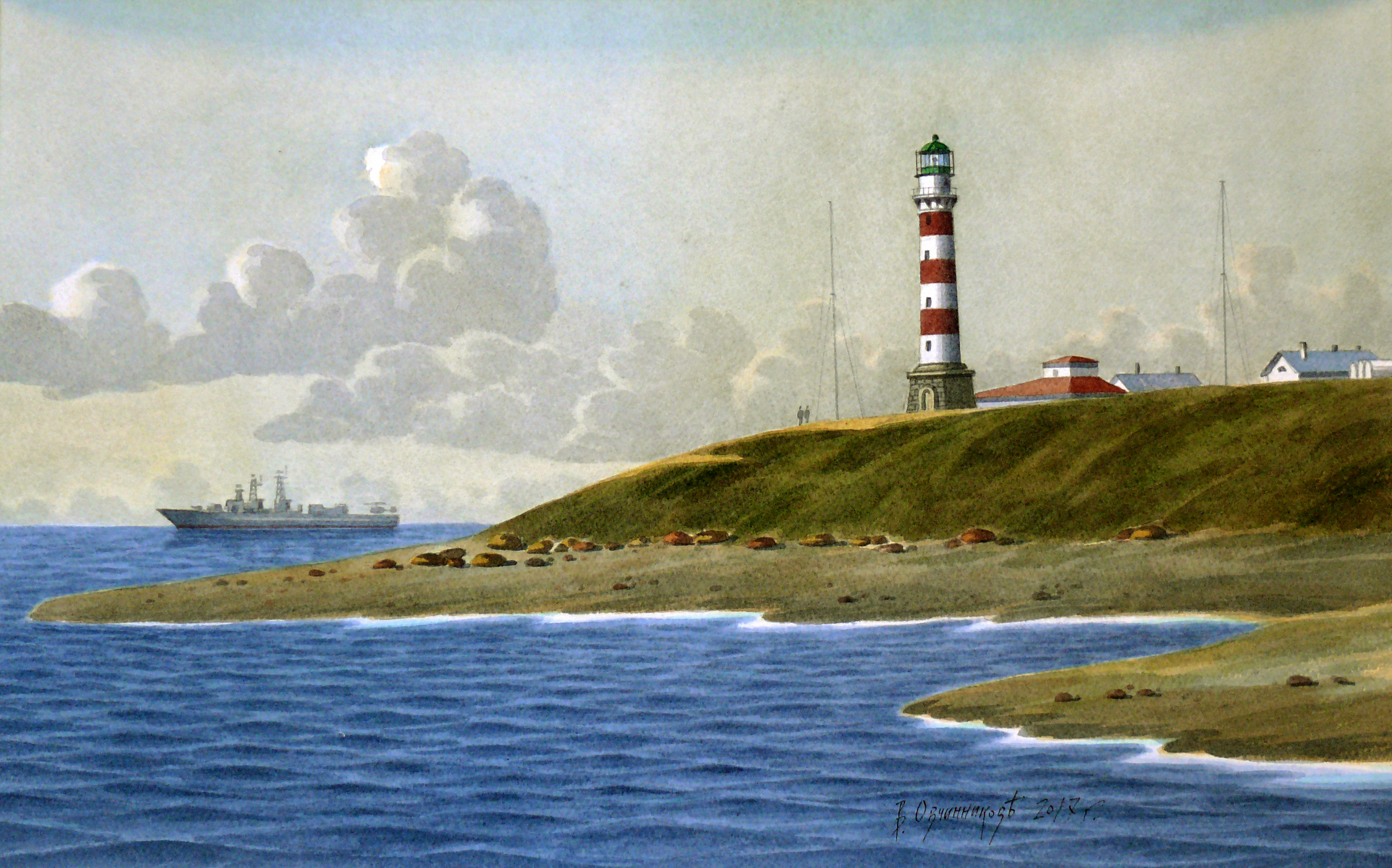
«Маяк Марекан. Тихоокеанское побережье». Мыс Марекан.
Картина В. И. Овчинникова

В 1740 году командиром Охотского порта стал А. М. Девиер, которого сменил Афанасий Никитич Зыбин, при котором в 1744 году появился первый маяк, в устье реки Кухтуй. За время правления Зыбина (1742—1760) на воду были спущены семь судов.
В 1742 году в Охотске уже числилась: церковь имени Преображения Господня, государев двор, канцелярия, казарма, 3 мастерских, 5 амбаров, 40 домов, 5 лавок, и в примыкающей к нему экспедиционной слободе: 5 казарм, 6 магазинов, 1 кузница и 33 дома. В середине XVIII века из Якутска в Охотск ежегодно оправлялось по 4—6 тысяч лошадей с продовольствием и снаряжением.
Дальнейший рост Охотска во многом связан с появлением здесь в 1776 году купца Г. И. Шелихова.

### Уездный город
В 1783 году Охотск стал центром Охотского уезда Иркутского наместничества. В 1790 году был принят герб города. Описание герба гласило: «В верхней части щита герб иркутский, в нижней части в голубом поле положенные два якоря и над ними штандарт, в знак того, что в сём городе находится порт».
В 1786 году в Охотске числилось 150 домов и до 2 000 жителей.

### Областной центр
В 1796 году при императоре Павле I проводятся изменения административных границ на Дальнем Востоке России, и образуется Охотская область, в состав которой входят Камчатка, Чукотка и Охотоморское побережье. Областным центром определён город Охотск. Кроме него в области было два города: Нижнекамчатск, административный центр Камчатки, и Гижигинск.
В 1815 году Охотск был перемещён на противоположную сторону общего устья рек Охоты и Кухтуя.

### Окружной город

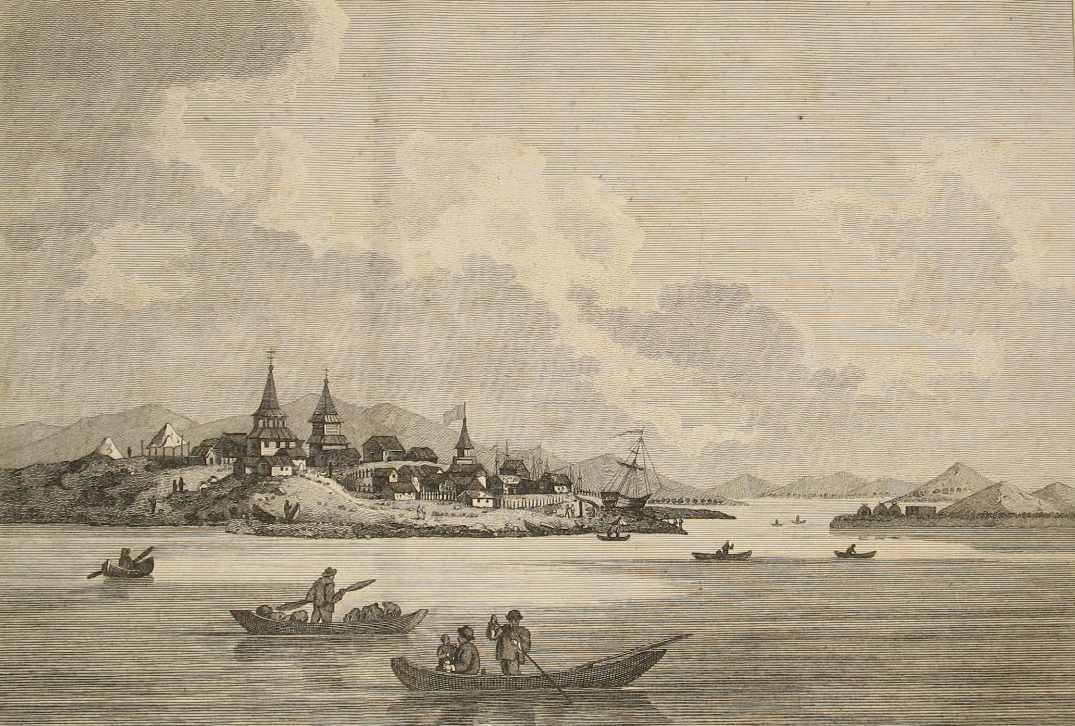
Охотск в конце XVIII века

В XIX веке по мере освоения Дальнего Востока значение Охотска стало падать. В 1822 году в Охотске учреждено особое Приморское управление, после упразднения которого Охотск с 1849 года стал окружным городом Якутской области. Одновременно благодаря влиянию графа Муравьёва-Амурского порт и таможня в Охотске были упразднены, а морское управление перешло в Петропавловск, причём Охотск вместе с округом причислен к Якутской области. При издании положения об управлении Приморской области 14 ноября 1856 года Охотск приписан к этой вновь образованной области в качестве окружного города.
Охотск оставался главной базой на восточных рубежах России для флотилии и судов Русско-американской Компании до первой половины XIX века. В Петропавловск-Камчатский была перебазирована флотилия, которая стала называться Сибирской военной флотилией. Туда же по царскому указу от 2 декабря 1849 года перевели действовавшее в Охотске штурманское училище. В этом отношении Охотск стал колыбелью отечественного флота на Тихом океане, а современный Тихоокеанский флот преемником Охотской флотилии.
По причине переноса военной базы боевые действия на Тихом океане во время Крымской войны не коснулись Охотска. Аян, Петропавловск-Камчатский и прочие более богатые дальневосточные поселения были атакованы англо-французской эскадрой.
С 1858 года Охотск стал окружным городом Приморской области.

### Гражданская война

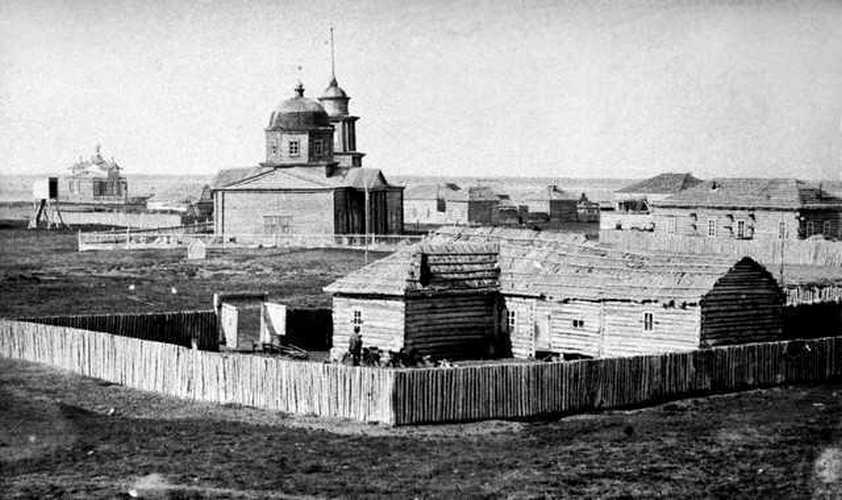
Деревянная церковь, около 1912 года

Советская власть в Охотске была установлена в апреле 1918 года. В Охотский Совет избрали двух рабочих, двух казаков, якута и эвенка. 22 сентября 1918 года советская власть в Охотске была свергнута, был создан уездный комитет общественной безопасности. В июле 1919 года в Охотск прибыла шхуна «Михаил» с отрядом казачьего полковника Широких, который объявил себя уполномоченным по охране государственного порядка, забрал все имевшееся в поселке золото и убыл, а вернувшись в сентябре 1919 года, назначил представителем гражданской власти в Охотске инженера Молчанова. 14 декабря 1919 года оставленные Широких в Охотске солдаты взбунтовались, и к власти пришел военно-революционный комитет во главе с рабочим А.И. Унжаковым. 5 июля 1920 года в Охотск на пароходе «Астрахань» прибыл уполномоченный Приморской областной земской управы  эсер А. И. Сентяпов. На общегородском собрании 26 декабря 1920 года члены охотского городского самоуправления подвергли его резкой критике. 14 апреля 1921 года Якутский областной комитет РКП(б) распорядился арестовать Сентяпова, но тот скрылся и сформировал повстанческий отряд. 18 апреля 1921 года в Охотске вновь провозгласили власть уездного военно — революционного комитета. Но на рейде Охотска длительное время крейсировало японское судно, угрожая орудиями, поэтому ревкомовцы приняли решение уйти в тайгу, на соединение с ревкомовцами Якутии. В октябре 1921 года в Охотск прибыли пароходы «Кишинёв» и «Свирь», с которых высадился отряд полковника Бочкарева. Красные, около 120 человек, отступили к Якутску, но в пути почти все погибли от голода и холода. Бочкаревцы требовали у местных жителей пушнину. 
В конце 1922 года генерал Пепеляев, направляющийся в Аян, высадил в Охотске десант под руководством генерала Ракитина, который организовал наступление на Якутск. Однако белое движение на Дальнем Востоке к этому времени было уже в основном разгромлено. В июне 1923 года экспедиционный отряд Степана Вострецова установил в Охотске и Аяне советскую власть. Эти события легли в основу сюжета романа А. И. Алдан-Семёнова «На краю океана».

### Советский период

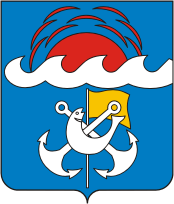
Герб Охотска в советское время (1976)

В 1927 году Охотск был лишён статуса города и преобразован в сельское поселение, в 1949 году получил статус посёлка городского типа. До 1956 года входил в состав внутрикраевой Нижнеамурской области Хабаровского края, после ликвидации этой области — в состав Хабаровского края непосредственно.
В советское время получил дальнейшее развитие морской порт, были построены крупный рыбоперерабатывающий комбинат и судоремонтный завод, которые действовали вплоть до конца 1980-х годов и являлись градообразующими предприятиями. Здесь располагались 6-я дивизия 11-й отдельной армии ПВО и пограничная застава «Охотск», входившая в состав Магаданского погранотряда.

### Постсоветское время
В 1990-е годы производство в Охотске стало сворачиваться. Рыбокомбинат перешёл в разряд сезонных предприятий, судоремонтный завод закрылся, а Охотский морской порт, утратив своё былое значение, переключился на работу в режиме портпункта. Ухудшение экономической ситуации привело к тому, что население стало покидать посёлок.
До 2006 года Охотск, как и другие приморские сёла и посёлки Охотского района, входил в состав пограничной зоны, после она была упразднена.

## Население
Население — в основном русские, проживают также и эвены.
| 1649  | 1786  | 1855  | 1890  | 1897  | 1899  | 1926  |
| ----- | ----- | ----- | ----- | ----- | ----- | ----- |
| 40    | ↗2000 | ↘957  | ↘248  | ↗304  | ↘273  | ↗692  |
| 1928  | 1929  | 1930  | 1933  | 1939  | 1959  | 1970  |
| ↘600  | →600  | ↗700  | ↗3500 | ↘1566 | ↗8486 | ↗9306 |
| 1979  | 1989  | 1992  | 2000  | 2002  | 2009  | 2010  |
| ↘9193 | ↗9298 | ↘9200 | ↘6500 | ↘5738 | ↘4697 | ↘4215 |
| 2011  | 2012  | 2013  | 2014  | 2015  | 2016  | 2017  |
| ↘4154 | ↘4022 | ↘3898 | ↘3776 | ↘3713 | ↘3576 | ↘3488 |
| 2018  | 2019  | 2020  | 2021  | 2023  | 2024  | 2025  |
| ↘3378 | ↘3298 | ↘3183 | ↗3332 | ↘3257 | ↘3212 | ↘3138 |

## Климат
Климат Охотска — субарктический, но смягчается Охотским морем Тихого океана, благодаря чему зима теплее, чем на аналогичных широтах в Сибири, а лето значительно холоднее. Самым тёплым месяцем является август. Посёлок расположен в зоне вечной мерзлоты. В течение всего года преобладает пасмурная погода.
- Среднегодовая температура — −3,8 °C
- Среднегодовая скорость ветра — 3,5 м/с
- Среднегодовая влажность воздуха — 75 %

| Показатель                      | Янв.  | Фев.  | Март  | Апр.  | Май  | Июнь | Июль | Авг. | Сен. | Окт.  | Нояб. | Дек.  | Год   |
| ------------------------------- | ----- | ----- | ----- | ----- | ---- | ---- | ---- | ---- | ---- | ----- | ----- | ----- | ----- |
| Абсолютный максимум, °C         | 5,5   | 2,0   | 6,4   | 16,0  | 26,2 | 31,3 | 31,0 | 32,1 | 24,8 | 15,7  | 6,2   | 2,8   | 32,1  |
| Средний суточный максимум, °C   | −17,8 | −14,3 | −7    | 0,0   | 5,7  | 11,1 | 15,6 | 16,9 | 12,7 | 2,2   | −10,2 | −17,2 | −0,2  |
| Средняя температура, °C         | −20,7 | −18,5 | −12,8 | −4,2  | 2,2  | 8,0  | 12,8 | 13,5 | 8,8  | −1,5  | −13,1 | −19,7 | −3,8  |
| Средний суточный минимум, °C    | −23,5 | −22,2 | −18,4 | −8,7  | −0,5 | 5,5  | 10,5 | 10,2 | 4,8  | −4,8  | −15,7 | −22,1 | −7,1  |
| Абсолютный минимум, °C          | −41,3 | −45,7 | −36,9 | −29,2 | −16  | −2,6 | 1,7  | −0,1 | −6,6 | −27,5 | −37,4 | −39,7 | −45,7 |
| Норма осадков, мм               | 13    | 7     | 15    | 24    | 37   | 47   | 78   | 85   | 80   | 67    | 33    | 14    | 500   |
| Температура воды, °C            | −1,8  | −1,8  | −1,7  | −0,7  | 2,5  | 8,0  | 13,0 | 13,8 | 10,7 | 4,3   | −1,2  | −1,8  | 3,6   |
| Источник: Погода и климат ЕСИМО |       |       |       |       |      |      |      |      |      |       |       |       |       |

| Относительная влажность воздуха, % | Относительная влажность воздуха, % | Относительная влажность воздуха, % | Относительная влажность воздуха, % | Относительная влажность воздуха, % | Относительная влажность воздуха, % | Относительная влажность воздуха, % | Относительная влажность воздуха, % | Относительная влажность воздуха, % | Относительная влажность воздуха, % | Относительная влажность воздуха, % | Относительная влажность воздуха, % | Относительная влажность воздуха, % |
| Янв                                | Фев                                | Мар                                | Апр                                | Май                                | Июн                                | Июл                                | Авг                                | Сен                                | Окт                                | Ноя                                | Дек                                | Год                                |
| 61                                 | 60                                 | 65                                 | 74                                 | 83                                 | 87                                 | 89                                 | 85                                 | 79                                 | 67                                 | 61                                 | 61                                 | 72                                 |
| ---------------------------------- | ---------------------------------- | ---------------------------------- | ---------------------------------- | ---------------------------------- | ---------------------------------- | ---------------------------------- | ---------------------------------- | ---------------------------------- | ---------------------------------- | ---------------------------------- | ---------------------------------- | ---------------------------------- |

| Число солнечных дней | Число солнечных дней | Число солнечных дней | Число солнечных дней | Число солнечных дней | Число солнечных дней | Число солнечных дней | Число солнечных дней | Число солнечных дней | Число солнечных дней | Число солнечных дней | Число солнечных дней | Число солнечных дней |
| Янв                  | Фев                  | Мар                  | Апр                  | Май                  | Июн                  | Июл                  | Авг                  | Сен                  | Окт                  | Ноя                  | Дек                  | Год                  |
| 9                    | 8                    | 7                    | 4                    | 1                    | 1                    | 1                    | 2                    | 3                    | 6                    | 8                    | 9                    | 59                   |
| -------------------- | -------------------- | -------------------- | -------------------- | -------------------- | -------------------- | -------------------- | -------------------- | -------------------- | -------------------- | -------------------- | -------------------- | -------------------- |

## Промышленность

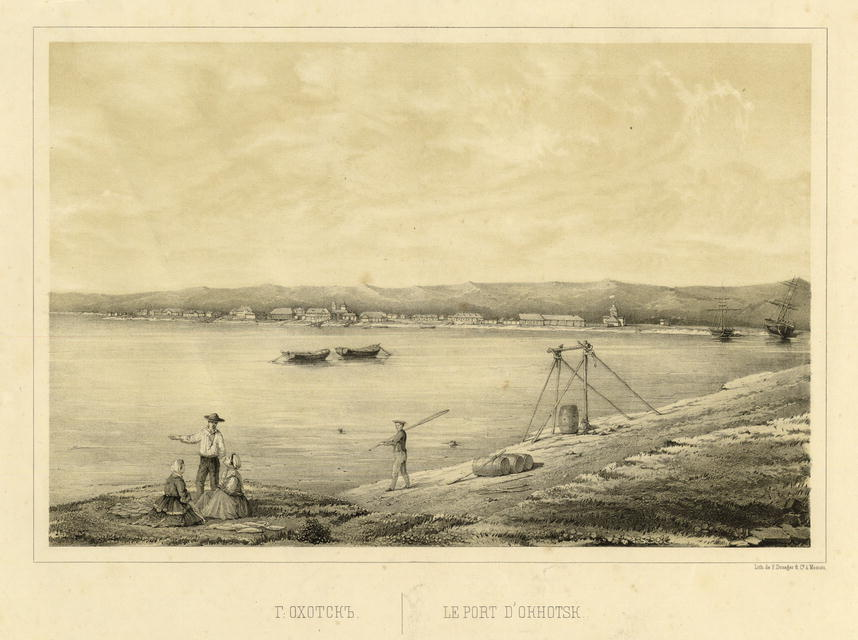
Охотск. Рисунок 1856 года.

В Охотском районе ведётся промышленная добыча и переработка рыбы. В Охотске имеются рыбоперерабатывающий комбинат и Охотский морской порт на берегу Охотского моря. Горно-добывающая промышленность представлена ООО «Охотская горно-геологическая компания», осуществляющим разведку и добычу на золото-серебряных месторождениях Охотского района. Электростанция в посёлке Охотск состоит из пяти дизель-генераторов (ДГ-72; 0,8 МВт)

## Транспорт
Авиаперевозки по направлению Охотск-Хабаровск осуществляются авиакомпанией «Хабаровские авиалинии». Аэропорт «Охотск» находится на правом берегу реки, сам посёлок на левом. Сообщение между ними поддерживается: зимой — по автодороге и ледовой переправе, летом — по автодороге и водной переправе, действующей только во время прилива («воды»), в период ледохода и ледостава — вертолётами.

## Известные уроженцы
Чиркова, Тамара Ивановна (1939—2010) — советский и российский строитель. Начальник Специального строительного управления № 7 Марийского строительного треста (1978—1995). Заслуженный строитель РСФСР (1985).
Крылов, Дмитрий Дмитриевич (29 сентября 1946) — советский и российский тележурналист, актёр, режиссёр. Автор и ведущий телепередач «Непутёвые заметки».

## Люди, связанные с Охотском
- Беринг, Витус Ионассен (1681—1741) — знаменитый мореплаватель, первооткрыватель, офицер русского флота. Зимовал и готовил экспедиции в Охотске, основал Охотское (затем Петропавловское) навигационное училище.
- Чириков, Алексей Ильич (1703—1748) — мореплаватель, помощник Беринга. Первым из европейцев достиг северо-западного побережья Северной Америки на пакетботе «Св. Павел», построенном в Охотске.
- Хлебников, Кирилл Тимофеевич (1776—1838) — исследователь Камчатки и Русской Америки, член-корреспондент Академии наук, русский путешественник. Родился в Кунгуре в купеческой семье. В декабре 1800 года поступил на службу в Российско-американскую компанию и работал сначала в Иркутске, затем в Охотске, а с 1803 по 1813 год на Камчатке. 16 лет управлял русскими колониями в Северной Америке.